# Boss DS-1

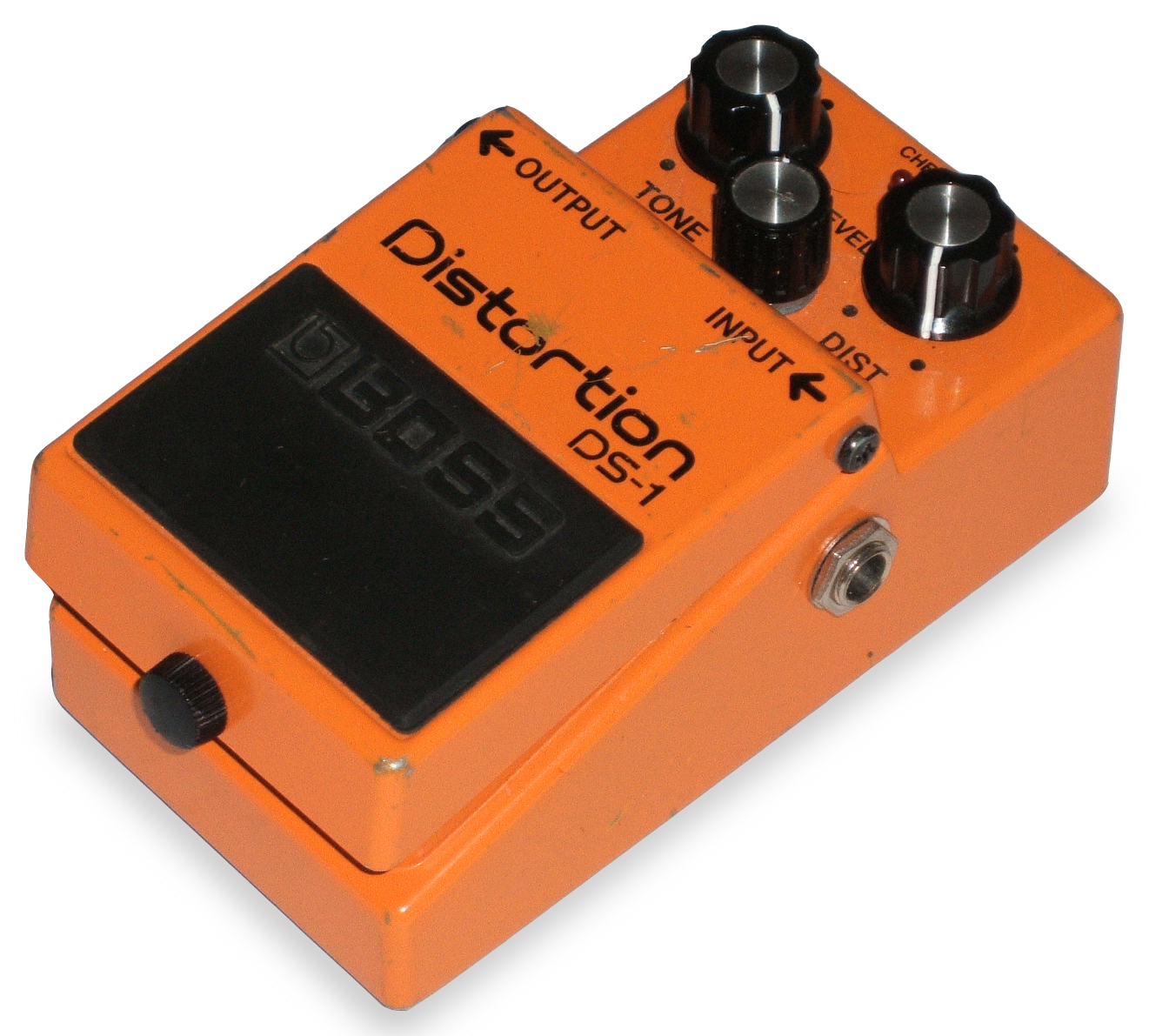
Boss DS-1

Boss DS-1 – przester typu distortion (tzw. kostka, ang. Compact Pedal), który pojawił się na rynku w latach siedemdziesiątych (ok. 1978). Charakteryzuje się prostą i intuicyjną obsługą. Jego producentem jest firma Boss, która jest częścią korporacji Roland. Jest to jedna z najtańszych kostek efektowych Bossa.

## Specyfikacje
- Nominalny poziom wejściowy: −20 dBu
- Nominalny poziom wyjściowy: −20 dBu
- Impedancja wejściowa: 470 omów
- Impedancja wyjściowa: 1000 omów
- Wejścia: wejście Jack, wyjście Jack, wejście DC
- Potencjometry: tony, poziom przesterowania, poziom głośności
- Zasilanie: bateria 9 V lub zasilacz 9 V
- Pobór prądu: 4 mA
- Wymiary (w mm): 73 × 129 × 59 (szerokość × długość × wysokość)
- Waga: 400 g (razem z baterią)

Tak jak wszystkie kostki Bossa, DS-1 posiada włącznik nożny, pod którym znajduje się miejsce na baterię.
Efekt, dzięki swojej wszechstronności, pozwala na grę rozmaitych gatunków muzyki: od bluesa do hard rocka. Używają go Joe Satriani, Steve Vai, John Frusciante, John Petrucci. Grał na nim również Kurt Cobain z Nirvany i gitarzyści Metalliki na początku swojej kariery. O wszechstronności tego efektu świadczy również fakt, iż znajduje się on w pedalboardzie amerykańskiego gitarzysty fusion Mike’a Sterna.